# Yamaha SRX
Pour les articles homonymes, voir SRX.
Yamaha SRX est une gamme de motos du constructeur japonais Yamaha.
Elle est construite autour d'un moteur de 600 XT-K (« K » pour kick), cependant il est possible d'utiliser un moteur de XTE (« E » pour démarreur) de 40 ch ; il est aussi possible de mélanger les pièces pour retrouver les 45 ch originaux.
Des kits moteur sont disponibles en 700 cm3 (cylindre, piston) et de rares kits carburateur performants ; des possesseurs de XT ont cependant réussi à installer des carburateurs Weber de voiture.
L'admission sur les moteurs de XT et dérivés, comme la SRX, est munie de deux pipes ; l'unique carburateur, muni d'un 2e corps, sert au-delà d'un certain régime comme un carburateur double corps classique.
Certaines préparations en supermotard ont monté la puissance à 75 ch avec comme carburant de l'avgas (carburant d'aviation pour moteur à pistons).
Dix-neuf mille exemplaires ont été produits dans le monde entre 1986 et 1999, 1 100 exemplaires ont été distribués en France.